# 1-cloro-3-metilbutano
El 1-cloro-3-metilbutano es un compuesto orgánico de fórmula molecular C5H11Cl. Es un haloalcano no lineal de cinco carbonos donde un átomo de cloro se encuentra unido a uno de los carbonos terminales.
Este compuesto recibe también los nombres de cloruro de isoamilo, cloruro de 3-metilbutilo, cloruro de isopentilo, 4-cloro-2-metilbutano y 1-cloro-3,3-dimetilpropano.

## Propiedades físicas y químicas
A temperatura ambiente, el 1-cloro-3-metilbutano es un líquido prácticamente incoloro con una densidad de 0,880 g/cm³, inferior a la del agua pero mayor que la del etanol. Tiene su punto de ebullición a 100 °C y su punto de fusión a -104 °C.
El valor del logaritmo de su coeficiente de reparto, logP ≃ 2,91, indica que es más soluble en disolventes apolares que en disolventes polares.
Su solubilidad en agua es muy baja, del orden de 320 mg/L.
Es incompatible con agentes oxidantes fuertes.

## Síntesis
La síntesis de 1-cloro-3-metilbutano puede hacerse a partir de 3-metil-1-butanol empleando cloruro de sílice (SiO2-Cl) como agente clorante. Con este método se alcanza un rendimiento del 82%.
Esta reacción también puede llevarse a cabo usando tetracloruro de carbono y metanol en presencia de hexacarbonilo de molibdeno como catalizador a 150 °C. Como productos, además de 1-cloro-3-metilbutano, se obtienen los ésteres isovalerato de metilo e isolvalerato de isoamilo.

## Usos
El 1-cloro-3-metilbutano se ha utilizado en reacciones de acoplamiento con compuestos de alquilboro (reacción de Suzuki-Miyaura) promovidas por complejos de paladio y níquel.
También en la elaboración de cloruros de alcanosulfonilo, que se obtienen a través de adición por radicales libres cuando se le hace reaccionar con cloro y dióxido de azufre. Por lo general, se forma una mezcla de isómeros, cuya relación está influenciada por la estabilidad de los radicales de alquilo intermedios.
Asimismo se ha empleado este cloroalcano en la síntesis de derivados de 1,2,4-triazol y 1,2,4-tiadiazol sustituidos, compuestos que tienen actividad biológica.
Otras de sus aplicaciones son en la producción de 2,3,3,3-tetrafluoro-1-propeno —compuesto utilizado como refrigerante y agente extintor en incendios— y como disolvente en la fabricación de polímeros basados en isoolefinas halogenadas y en la de elastómeros termoplásticos.

## Precauciones
El 1-cloro-3-metilbutano es un compuesto muy inflamable, como líquido y como vapor, que tiene su punto de inflamabilidad a 16 °C.